# مرايا القراءة (كتاب)
مرايا القراءة كتاب للناقد المغربي خالد بلقاسم، صدر الكتاب سنة 2017 عن المركز الثقافي العربي، وحازعلى جائزة المغرب للكتاب سنة 2018.

## محتوى الكتاب
يتطرق هذا الكتاب لتجربة عبد الفتاح كيليطو القرائيّة، تجربةٌ تمتح من الثراث المحكي، "فالكتابُ يَرُومُ، بمَعنى ما، الإنصاتَ للفعل القرائيِّ في حيويّتِه وتفاعُله الإبداعيِّ مع المَقرُوء، وفي نَسَبهِ، تبعاً لذلك، إلى المجهول وإلى اللانهائي".
يتكون الكتاب من تقديم ستة فصول وخاتمة، فضلا عن لائحة المصادروالمراجع المعتمدة:
- تقديم.
- الفصل الأول: اللغة والفقدان أو ليل البحث عن اللسان.
- الفصل الثاني: "لغتنا الأعجمية" أو الحلم بلغتين.
- الفصل الثالث: أسرار الكتابة أو الأديب قارئا.
- الفصل الرابع: الكتابة بين النسخ والنسج.
- الفصل الخامس: الكِتاب.
- الفصل السادس: تحولات الأصل في سيرورة التأويل.
- خاتمة.
- المصادر والمراجع.

## معالم وتصورات الكتاب

### تجليات وأسرار فعل القراءة في المرايا:
- مفهوم فعل القراءة
- هدف القراءة
- القراءة والخلفية المعرفية
- الليل والقراءة
- القراءة والتأويل
- القراءة والقارئ
- القراءة والغياب
- أسرار القراءة أواللعب القرائي الخلاق
- فعل القراءة والاهتمام بالجزئي
- فعل القراءة والاحتمالات.[3]

### تجليات فعل الكتابة وإعادة الكتابة:
- مفهوم فعل الكتابة
- إعادة الكتابة
- الكتابة وذاكرة النصوص
- القراءة وإعادة الكتابة
- آليات الكتابة وإعادة الكتابة

## رأي النقاد

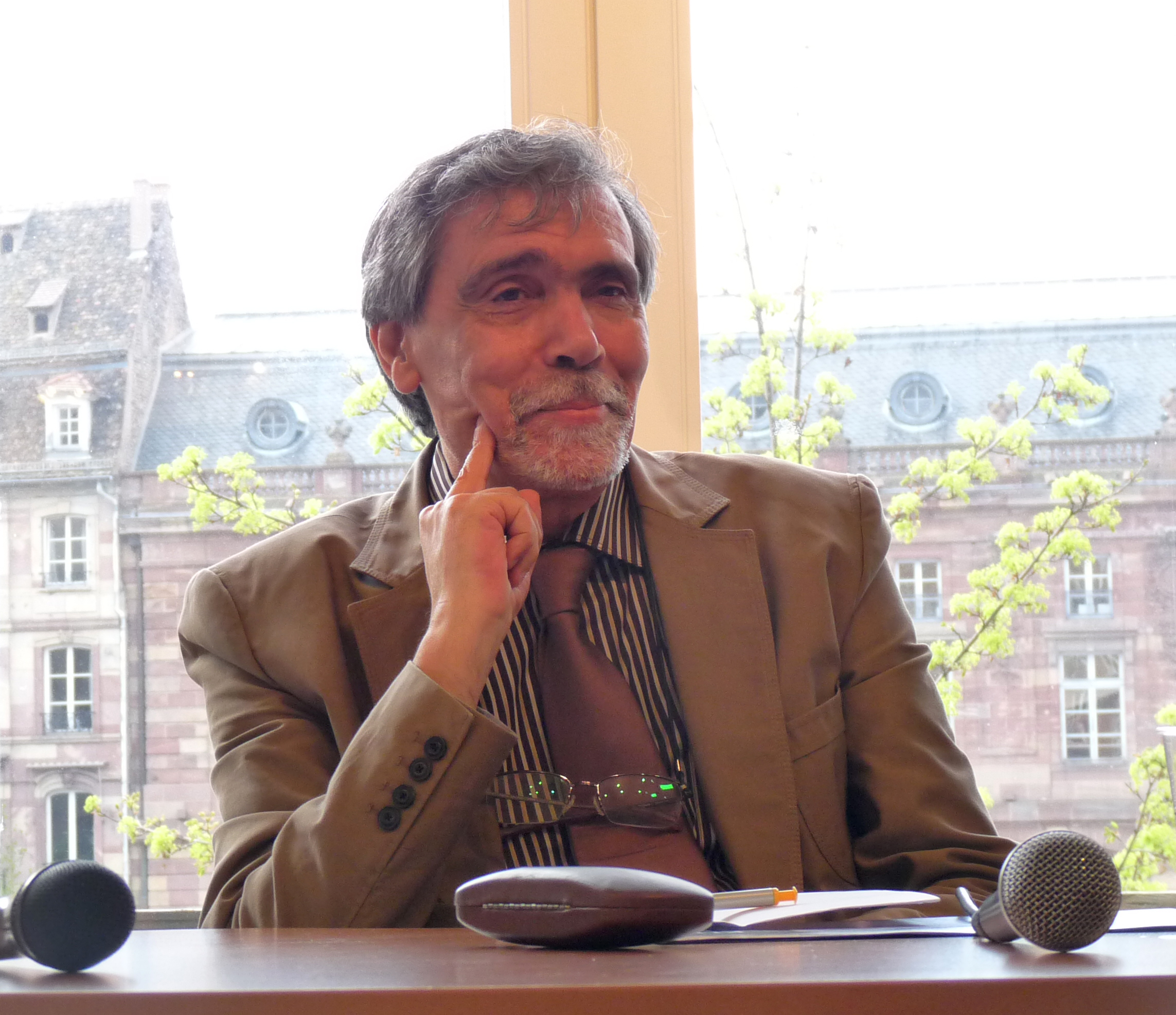
صورة الكاتب كيليطو

كتب علاء رشدي مقالة بعنوان " خالد بلقاسم..هكذا أقرأ كيليطو " يقول:
" التفاعل الخلّاق بين فعلي القراءة والكتابة، مبحثٌ يخوضه الناقد المغربي خالد بلقاسم في كتابه الجديد "مرايا القراءة: الحكي والتأويل عند عبد الفتاح كيليطو"، ويبذل في سبيله جهداً واضحاً في التعامل مع المنجز الأدبي للكاتب والناقد المغربي عبد الفتاح كيليطو (1945)، مما يجعلنا أمام كتاب كثيف فكرياً ولغوياً
يضيف " يبيّن بلقاسم، كيف يتحوّل فعل القراءة في ممارسة كيليطو إلى فعلٍ منتج للأدب، بنصوص تستند إلى فعل القراءة الخلّاق لنصوص الآخرين، ويتجلّى ذلك بوضوح في قدرة عبد الفتاح كيليطوعلى تحويل المفاهيم التي يستمدّها من القراءة إلى حكايات"
ويقول كاتب المقال أيضا "يتشارك مع كيليطو في هذه الميزة التفاعلية أدباء لعل أشهرهم القاصّ الأرجنتيني خورخي لويس بورخيس (1899-1986)، بوصفه واحداً من أهم من جسّدوا ممارسة الكتابة بما هي قراءة في كتابات الآخرين. فقد تحوّل الأدب في منجزبورخيس، إلى قراءة في النصوص الغيرية وفي القضايا الفلسفية والميتافيزيقية، كما تجلّى ذلك في مجموعته القصصية الأولى"
يقول كاتب المقال أيضا "في الخطوة التالية، يطلع بلقاسم القارئ على المميّزات الأساسية التي استخلصها من رحلته البحثية في أعمال كيليطو وأسلوبه، ويجملها في النقاط الأساسية التالية: التفكيك، والعمق، والمرح، والبينية".

## اقتباسات
- بَين نظريّات القراءة وفعل القراءة مَسافةٌ لا تَقْبَلُ الامتلاء. فالثاني هو رافدُ الأولى وإن تحدَّثتْ، بَعد صَوْغِها لِقوانينه، باسْمِ هذا الفِعل، الذي يَظلُّ أوسعَ من كلِّ نظريّة.
- القلة الهائلة الذين فيهم عثرت القراءة على بعض تجلياتها، باعتبارهم روافد نهرها الكبير.
- يتبد ّى أن القراءة كشفت جانبا من أسرارها في منجز عبد الفتاح كيليطو التأويلي، اعتمادا على خلفية معرفية لا متناهية.
- القراءة تشتت وتنثـر قبل أن تقوم بفعل الكتابة.
- القراءة ورطة غريبة لا خارج لها.
- القراءة تشفي وتعل، تبهج وتصيب باكتئاب، تضحك وتبكي، تعطي وتمنع، تفتح وتغلق، توسع وتضيق، تحيي وتميت.
- الفعل القرائي هو فعل ينبثق من التنبه إلى شـذرة منسية في كتاب، أو عبارة مهملة في حكاية، أو تشبيه عابر في دراسة نقدية، أو اسم علم في نص أدبي.

## الجوائز
- 2018: حصل الكتاب على جائزة المغرب للكتاب في "فئة الدارسات الأدبية واللغوية والفنية"[1] مناصفة مع أحمد الشارفي عن كتابه "اللغة واللهجة".